# Jenny Wren
«Jenny Wren» es una canción de Paul McCartney del álbum Chaos and Creation in the Backyard. Se publicó el 21 de noviembre del 2005, como segundo sencillo del álbum en el Reino Unido.[cita requerida]

## Composición
Jenny Wren se escribió en Los Ángeles, y es acerca de un personaje del mismo nombre de la novela Nuestro común amigo, de Charles Dickens. También hace referencia a un pájaro conocido como chochín (wren), que le hizo dar cuenta de que era su ave favorita. Paul McCartney compuso la melodía en el mismo tipo de fingerpicking que "Blackbird", "Mother Nature's Son" (The Beatles) y "Calico Skies" (Flaming Pie). La canción ganó una nominación para los Premios Grammy 2007, en la categoría de la Mejor Actuación de Pop Vocal Masculina.[cita requerida]
El solo se compuso con un instrumento de madera armenio de viento, llamado duduk, interpretado por el venezolano Pedro Eustache.[cita requerida]

## Versiones y referencias culturales
La canción tiene versiones de varios artistas. Por ejemplo, el trío de jazz noruego SOLID!, quienes grabaron una versión instrumental en su publicación Happy Accidents (AIM Records). Dirk Michalis la grabó en alemán, en su disco del 2012 Dirk Michalis singt... (Welthits auf Deutsch), y en esta versión se respeta la original, incluso en el solo del duduk.[cita requerida]
En la película Failure to Launch (2006), el nombre del bote de madera de Tripp es Jennie Wren.[cita requerida]

## Lista de canciones
- Sencillo digital publicado el 31 de octubre de 2005

1. «Jenny Wren» (edición radio) - 2:09

- 7" R6678

1. «Jenny Wren» - 3:47
2. «Summer of '59» - 2:11

- CD CDR6678

1. «Jenny Wren» - 3:47
2. «I Want You To Fly» - 5:03

- Maxi-CD CDRS6678

1. «Jenny Wren» - 3:47
2. «I Want You To Fly» - 5:03
3. «This Loving Game» - 3:15

## Posición en listas
- Jenny Wren ha alcanzado el lugar #22 en la UK Singles Chart.